# Malina (cântăreață)
Malina Stanceva Stanceva (în bulgară: Малина Станчева Станчева) sau Malina (în bulgară: Малина), (n. 7 iunie 1967, Sevlievo, Bulgaria) este o cântăreață bulgară.

## Biografie
Malina s-a născut în Sevlievo, dar a crescut și locuiește în Loveci. Mama și tatăl ei Todorka și Stancho sunt medici veterinari. Are un frate cu 2 ani mai mare decât ea. Deși în copilărie visa să cânte și să danseze, la cererea părinților ei, Malina a continuat tradiția familiei și și-a desăvârșit studiile în Stara Zagora, cu specializarea medicină veterinară. În 1990 a născut fiul ei Simeon.
Este implicată profesional în dansuri populare timp de 11 ani, iar mai târziu în dansuri orientale, ca dansatoare într-o orchestră Gypsy aver. Una dintre puținele înregistrări păstrate ale grupului cu participarea Malinei este apariția lor în spectacolul lui Todor Kolev „Cum vom ajunge la ei...” în 1995. La începutul anilor 90 a existat o casetă video cu orchestra - „Magia de dans oriental". În Elveția, producătorii sârbi i-au plăcut și s-au oferit să lanseze albume în Serbia, dar în acel moment era un război și i-a trebuit ceva timp să se întoarcă în Bulgaria și ulterior a semnat un contract cu Payner.. Deși Malina este numele ei adevărat, producătorii s-au gândit să folosească o poreclă în două părți, dar în cele din urmă cântăreața a decis să continue cu numele ei de naștere..

## Carieră
Prima ei apariție pe scenă a fost la festivalul pieselor de autor „Trakia Folk 2000”, unde și-a prezentat piesa de debut „Love Arrow”. Mai târziu în acel an, ea a lansat primul ei videoclip muzical pentru piesa „Only You”, care a devenit primul ei hit.
În luna februarie a anului următor, a fost lansat albumul de debut „Fire Star”, incluzând 14 melodii. > „Yes or No”, care este un pilot în album, este remixat cu un videoclip unic pentru vremea sa. Directorul Nikolai Skerlev folosește pentru prima dată o macara de opt metri, care creează o nouă perspectivă și adâncimea câmpului. DJ Jerry a luat parte și el la cântec pentru prima dată. La sfârșitul anului, videoclipul piesei „Doar un moment".
Cel de-al doilea album este programat să fie lansat în 2002, dar lansarea sa a fost amânată pentru anul viitor. În primele luni a fost lansat videoclipul piesei „Don’t Cry, Shut Up”, iar mai târziu „I Love Crazy”.
În 2003 este anul celui de-al doilea album solo „Raspberry”, din care melodiile sună mult diferit și modern. Până la sfârșitul anului 2003, au fost lansate noi videoclipuri cu melodiile sale - „Ice World”, „Just Love Me” și balada „I’m Leaving”.
În 2004, în competiția internațională pentru cântece de dans Eurodance, melodia „Ice World” a câștigat primul loc cu un avantaj mare și aceasta este prima și singura victorie a Bulgariei în ea. În vara aceluiași an, Payner Music a organizat pentru prima dată un turneu național cu cele mai mari vedete ale companiei la acea vreme, dintre care una a fost Malina. Turul se numește Planeta Prima și trece prin 15 orașe. 2004 este și anul în care Malina a încetat să mai lucreze cu actualul ei producător muzical Todor Dimitrov-Tokicha și și-a lansat prima melodie, după despărțirea de el - „Ce ai făcut cu mine”.
A fost o scurtă pauză, iar în primăvara anului următor a fost lansat prima melodie comună a lui Malina și Azis „You Don’t Know”. În vară apar în paralel două piese noi cu videoclipuri - „Only tonight” și „Let me not know”, care intră în mixul turneului de vară, pe scena căruia, alături de Malina, apare un jaguar. La sfârșitul anului apare cel de-al doilea duet cu Azis „Vreau, vreau”.
La începutul anului 2006, Malina și Azis au prezentat un videoclip pentru al treilea duet al lor, Black Eyes. În videoclip, Malina apare într-o rochie verde concepută de Virginia Zdravkova. Rochia a devenit extrem de populară, mai ales în rândul absolvenților în anii următori  Designerul recunoaște în mai multe interviuri: „Cea mai copiată rochie din istoria modei bulgare este a mea – din colecția Fashion & Diamonds (primăvară-vară 2006), pe care am cusut-o apoi pentru un videoclip cu Malina și Azis.” 
Vara sunt lansate două piese cu videoclipuri „Cold” și „Passion”, pe care Malina le prezintă în turneul Planeta Prima 2006 și la concertul Planeta Mura Mega de pe Stadionul Lokomotiv din Sofia.
A mai fost o scurtă pauză, după care două videoclipuri „Another Way” și „You’re Still Burning” au fost lansate în 2007. Cele două piese noi sunt incluse în mixul turneului Planet Derby din 2007, iar de această dată cântăreața include un nou balet - Veda Junior.
În 2008, Malina a lipsit din turneul lui Payner și de la concertele colective ale televiziunii. doar cântece în duet cu Azis. Anelia are un rol special în videoclip și în piesa „Only with you”, care este inclusă cu voce. Videoclipul pentru unul dintre ei - „The Most Beautiful”, face o impresie puternică prin faptul că 2/3 din el este animație.
În 2009 a început cu prima melodie solo a Malinei în 2 ani „Nu mi-e rușine”. Videoclipul piesei îl prezintă și pe campioana mondială la lupte Stanka Zlateva 
Mai târziu, în 2009, s-au mai jucat două duete, de data aceasta în colaborare cu Galena. Primul se intitulează „Foarte dulce”, dar nu reușește să obțină succesul la care se așteaptă toată lumea. După aceea, Malina și Galena au înregistrat un al doilea cântec comun - „Al meu”, iar cântăreața turcă Fatih Urek a luat parte și la cântec.
Pe 19 noiembrie, la ora 19:00, galeria de bijuterii și accesorii de designer MALINA DOR DIS își deschide oficial porțile  Showroom-ul este situat la adresa 9 Arsenalski Blvd. din capitală și prezintă întreaga colecție de bijuterii de designer Malina. Cu toate acestea, galeria nu a rezistat mult – la jumătate de an de la deschidere a fost închisă, iar bijuteriile au început să fie distribuite prin cataloage.
În 2010 începe cu piesa „All kinds of men”, iar în videoclipul ei Malina apare aproape fără machiaj.
Cu un spectacol nou-nouț, Malina se alătură concertului „20 Years of the Payner Music Company” din 9 iunie în Piața Alexander Nevsky din Sofia.
În mijlocul verii, apare un alt videoclip pentru o nouă melodie - „Situație”. După o absență de doi ani de la turneul Planeta în 2010, cântărețul a revenit pe scena sa. În octombrie, Malina, Emilia și Galena, sub numele comun al trio-ului MEGA, au creat piesa „Alarm”, iar actrița Latinka Petrova a luat parte la complotul videoclipului piesei.
În august 2012, Malina a prezentat piesa „Twins”  și videoclipul acestuia. Proiectul este foarte amplu, iar detalii despre cântec și filmarea videoclipului, povestește Malina într-o serie de emisiuni TV și radio la care a participat după apariția acestuia.
În 2013 începe cu lansarea colecției „Golden Hits of Malina”. Discul include 10 melodii lansate de-a lungul anilor. În luna martie a fost prezentat videoclipul piesei „See what”, la care participă actorul din serialul Undercover - Kiril Efremov. Piesa pentru vara 2013 este lansată la sfârșitul lunii iulie în paralel cu un videoclip și se intitulează „Dacă vrei să suni”.  A devenit un succes în doar câteva zile și a ajuns în fruntea topurilor.
În februarie 2014, videoclipul pentru „Without an Apology” a fost lansat .
Pentru a șasea oară, Malina este unul dintre artiștii din turneul național [Payner]. Piesa „Amnesia” a fost prezentată în cadrul „Planet Summer 2014”. Lucrul interesant este că a fost înregistrat în vara lui 2012 și era programat să fie prezentat în paralel cu „Doubles”, dar planurile s-au schimbat și piesa a fost lansată doi ani mai târziu cu un aranjament schimbat (versiunea originală a melodia a fost înregistrată aranjată de compozitorul Otsko).
Malina a ratat concertul de ziua [Planeta TV] pentru că era în turneu în SUA și Canada atunci. Bilanțul după întoarcerea ei este unul - acesta este unul dintre cele mai de succes tururi , realizate de un artist bulgar în spatele oceanului.
Pe 14 octombrie 2015, Malina a lansat în premieră o nouă melodie - „Tu ai inima mea”. Videoclipul a fost filmat în Lisabona și pe coasta Atlanticului. La sfârșitul anului participă la concertul cu ocazia aniversarea TV Planeta, care pentru prima dată se desfășoară în sala Arena Armeec.
În 2016, au fost lansate două single-uri cu videoclipuri - „Hai, întreabă”, cu participarea lui Constantin și balada „Nu te uit”. Malina prezinta ambele melodii la concertul aniversar de la televizor.
Pe 26 septembrie 2018, Malina a lansat noul ei single - „Sins”, în care apare colegul ei Galin.
În 2020, Malina pleacă de la Payner.

## Discografie

### Albume de studio
- Steaua de foc (2001)
- Zmeura (2003)

### Compilări
- Hiturile de aur ale Malinei (2013)

### Albume video
- Raspberry Cea mai bună selecție video 1 (2003)
- Raspberry Best Video Selection 2 (2007)

## Premii și nominalizări
Premii anuale New Folk Magazine
| Anul | Destinatar | Recompensă                | Rezultat |
| 2000 | Zmeură     | Prezența scenic originală | Câștigat |
| 2005 | "Nu stiu"  | Videoclipul anului        | Câștigat |
| 2007 | Zmeură     | Prezența scenic originală | Câștigat |

Competiția Internațională EURODANCE
| Anul | Destinatar          | Recompensă                 | Rezultat |
| 2004 | ' Lumea de gheață ' | Primul loc pentru Bulgaria | Câștigat |

Premiile doamnelor - Top 40 de frumusețe și succes
| Anul | Destinatar | Recompensă                    | Rezultat |
| 2012 | Zmeură     | Cele mai bune balade pop-folk | Câștigat |